# Michael Darling
Michael Nicolas Darling es un personaje ficticio, héroe masculino de la historia de Peter Pan, creado por J. M. Barrie.

## Trasfondo literario
En la historia de Barrie, Michael es el hijo de George Darling, un funcionario bancario pomposo del período eduardiano, y de Mary Darling, hermano menor de Wendy y John, a quien suele escuchar historias de Wendy sobre Peter Pan y el capitán Garfio.

## Personaje
Michael Darling es el más joven de los tres hijos de la familia Darling. Su edad es de cuatro (de ocho a nueve de la película de 2003), y todavía usa delantales, en su próximo cumpleaños va a empezar a usar camisas. En la película de Disney lleva un pijama rosa de cuerpo entero, y lleva un pequeño oso de peluche con él, incluso en el mundo de los sueños de Neverland. Él es muy sensible. Él admira a su hermano mayor John ya veces riñe con Wendy, su hermana mayor.
En un primer borrador de la obra, nombre del personaje fue "Alexander" o "Alex", pero cambió su nombre después de que Michael Llewelyn Davies y su segundo nombre vino de Nicolás, que nació durante el desarrollo de la obra. En "Peter Pan de rojo escarlata 'de la novela se menciona que Michael se había perdido (o más bien muerto) en la guerra. Él no aparece en "Return to Never Land", la secuela de ramificación a la película # 1, la única vez que aparece en las nubes desde el principio. Podría ser posible que él murió antes o durante los eventos de "Regreso al País de Nunca Jamás".
- Datos: Q6012757